# Erasmus-Bibliothek
Die Erasmus-Bibliothek ist eine deutschsprachige Buchreihe, die seit 1948 bis Mitte der 1960er Jahre im damaligen Artemis Verlag in Zürich erschien. Die Reihe ist ungezählt, es erschienen insgesamt 42 Bände. Die Reihe ist nach Erasmus von Rotterdam (1466/1467/1469–1536) benannt, dem niederländischen Gelehrten des Humanismus.

## Auswahl
- Walter Bosshard: Winckelmann. Aesthetik der Mitte. 1960
- Erich Brock: Befreiung und Erfüllung. Grundlinien der Ethik. 1958.
- Martin Buber: Israel und Palästina. Zur Geschichte einer Idee. 1950.
- Rudolf Karl Bultmann: Das Urchristentum im Rahmen der antiken Religionen. 1949.
- Ernst Cassirer: Der Mythus des Staates. Philosophische Grundlagen politischen Verhaltens. 1949. (Erstausgabe: Yale University Press, New Haven 1946.)
- Hans Fischer: Arzt und Humanismus. Das humanistische Weltbild in Naturwissenschaft und Medizin. 1962.
- Wilhelm Flitner: Europäische Gesittung. Ursprung und Aufbau abendländischer Lebensformen. 1961.
- Erich Frank: Wissen, Wollen, Glauben. Gesammelte Aufsätze zur Philosophiegeschichte und Existentialphilosophie. 1955.
- Ernst Hoffmann: Platonismus und christliche Philosophie. Gesammelte Abhandlungen u. Vorträge zur Geschichte der Philosophie. 1960.
- Ernst Hoffmann: Pädagogischer Humanismus. 22 pädagogische Vorträge und Abhandlungen.
- Ernst Hoffmann: Platon. 1950.
- Ernst Howald: Deutsch-französisches Mosaik. 1962.
- Ernst Howald: Humanismus und Europäertum . Eine Sammlung von Essays zum 70. Geburtstag von Ernst Howald am 20. April 1957 im Namen seiner Freunde. 1957.
- Ernst Howald: Die Kultur der Antike. 1948. (Erstausgabe: Athenäum, Potsdam 1948.)
- Walther Kranz: Empedokles. Antike Gestalt und romantische Neuschöpfung. 1949.
- Jules Marouzeau: Einführung ins Latein. 1954.
- Fritz Medicus: Vom Überzeitlichen in der Zeit. Beiträge zu humanistischer Besinnung. 1954.
- Fritz Medicus: Menschlichkeit. Die Wahrheit als Erlebnis und Verwirklichung. 1951.
- Ernst Meyer: Römischer Staat und Staatsgedanke. 1961.
- Friedrich Muthmann: Alexander von Humboldt und sein Naturbild im Spiegel der Goethezeit. 1955.
- Arnold von Salis: Die Kunst der Griechen. 1953. [Erstausgabe: Hirzel, Leipzig 1919.]
- Peter Bruno Stadler: Wilhelm von Humboldts Bild der Antike. 1959.
- Fritz Wehrli: Hauptrichtungen des griechischen Denkens. 1964.
- Hans Conrad Peyer u. a.Das Trecento . Italien im 14. Jahrhundert. Ringvorlesung gehalten an der Philosophischen Fakultät I der Universität Zürich im Wintersemester 1959/60
- Ernst Meyer u. a. Europa und der Kolonialismus. Ringvorlesung gehalten an der Philosophischen Fakultät der Universität I Zürich im Wintersemester 1960/61.
- Fritz Wehrli u. a.: Das Erbe der Antike. Ringvorlesung gehalten an der Philosophischen Fakultät I der Universität Zürich, im Wintersemester 1961/62.